# Nati nel 1642
| Questa pagina contiene informazioni ricavate automaticamente dalle voci biografiche con l'ausilio del template Bio e di un bot. L'aggiornamento è periodico e automatico e ricostruisce completamente la pagina. Se manca una persona in questa lista, sei pregato di non aggiungerla, ma accertati piuttosto che la sua voce biografica contenga il template Bio e che i dati anagrafici siano correttamente compilati. Se il template Bio manca, inseriscilo tu stesso o, in alternativa, metti l'avviso {{tmp\|Bio}} che ne segnala la mancanza. Se i dati riportati sono sbagliati, correggi direttamente la voce biografica; le modifiche saranno visibili in questa lista entro pochi giorni. Per chiarimenti vedi il progetto biografie. La lista contiene solo le 72 persone che sono citate nell'enciclopedia e per le quali è stato implementato correttamente il template Bio. Pagina aggiornata al 10 mag 2025. |

## Gennaio(3)
- 2 gennaio - Jan van Haensbergen, pittore, disegnatore e incisore olandese († 1705)
- 2 gennaio - Mehmed IV, sultano ottomano († 1693)
- 3 gennaio - Diego Morcillo Rubio de Auñón, arcivescovo cattolico spagnolo († 1730)

## Febbraio(2)
- 8 febbraio - Hans Kogler, architetto tedesco († 1702)
- 19 febbraio - Sofia Luisa di Württemberg († 1702)

## Marzo(3)
- 2 marzo - Claudio Coello, pittore spagnolo († 1693)
- 19 marzo - Giuseppe Sacripante, cardinale italiano († 1727)
- 28 marzo - Enrico Volrado di Waldeck, nobile tedesco († 1664)

## Aprile(3)
- 1º aprile - Romolo Spezioli, medico italiano († 1723)
- 15 aprile - Solimano II, sultano ottomano († 1691)
- 27 aprile - Francisque Millet, pittore e incisore fiammingo († 1679)

## Maggio(5)
- 7 maggio - Giovan Battista Contini, architetto italiano († 1723)
- 8 maggio - Antonio Latini, cuoco italiano († 1696)
- 10 maggio - Gabriel Revel, pittore francese († 1712)
- 21 maggio - Lorenzo Maria Fieschi, cardinale e arcivescovo cattolico italiano († 1726)
- 28 maggio - Pietro Strobl junior, intagliatore italiano († 1713)

## Giugno(1)
- 5 giugno - Giambattista Rubini, cardinale e vescovo cattolico italiano († 1707)

## Luglio(4)
- 7 luglio - Gregorio Boncompagni, V duca di Sora, nobile italiano († 1707)
- 9 luglio - Innico Caracciolo, cardinale e vescovo cattolico italiano († 1730)
- 18 luglio - Charles-Maurice Le Tellier, arcivescovo cattolico francese († 1710)
- 25 luglio - Luigi I di Monaco, principe monegasco († 1701)

## Agosto(4)
- 7 agosto - Giovanni Battista Sanudo, vescovo cattolico italiano († 1709)
- 12 agosto - Antonio Carafa, generale italiano († 1693)
- 14 agosto - Cosimo III de' Medici, sovrano italiano († 1723)
- 27 agosto - Giovan Betto, architetto italiano († 1722)

## Settembre(5)
- 1º settembre - Miklós Bethlen, politico e scrittore ungherese († 1716)
- 1º settembre - Angelo Paoli, religioso italiano († 1720)
- 5 settembre - Maria d'Orange, principessa olandese († 1688)
- 16 settembre - Domenico Maria della Ciaia, vescovo cattolico italiano († 1713)
- 23 settembre - Giovanni Maria Bononcini, violinista, compositore e teorico della musica italiano († 1678)

## Ottobre(2)
- 10 ottobre - Alberto Ernesto I di Oettingen-Oettingen, nobile tedesco († 1683)
- 12 ottobre - Abraham van Calraet, pittore olandese († 1722)

## Novembre(3)
- 11 novembre - André-Charles Boulle, ebanista francese († 1732)
- 24 novembre - Anne Hilarion de Costentin de Tourville, ammiraglio francese († 1701)
- 30 novembre - Andrea Pozzo, gesuita e architetto italiano († 1709)

## Dicembre(10)
- 3 dicembre - Francesco Barberino Benici, presbitero e matematico italiano († 1702)
- 3 dicembre - Bartolomeo Olivieri, vescovo cattolico italiano († 1708)
- 6 dicembre - Johann Christoph Bach, compositore e organista tedesco († 1703)
- 8 dicembre - Nicolas Roland, presbitero francese († 1678)
- 13 dicembre - Jaime de Palafox y Cardona, arcivescovo cattolico spagnolo († 1701)
- 17 dicembre - Francisco Castillo Fajardo, Marchese di Villadarias, generale spagnolo († 1716)
- 17 dicembre - Francesco de Geronimo, gesuita italiano († 1716)
- 25 dicembre - Isaac Newton, matematico e fisico inglese († 1726)
- 29 dicembre - Michelangelo Falvetti, compositore italiano († 1697)
- 30 dicembre - Vincenzo da Filicaja, nobile e poeta italiano († 1707)

## Senza giorno specificato(27)
- Ayuki Khan († 1724)
- Henry Browne, V visconte Montagu, nobile inglese († 1717)
- François-Annibal de Béthune, ammiraglio francese († 1732)
- Eraclio I di Cachezia, re († 1709)
- Henry Cadogan, avvocato inglese († 1714)
- Gian Bernardo Capreoli, vescovo cattolico italiano († 1712)
- Niccolò Codazzi, pittore italiano († 1693)
- Michel Corneille il Giovane, pittore, incisore e insegnante francese († 1708)
- Angelo Antonio D'Alessandro, pittore italiano († 1717)
- Federico De Franchi Toso, doge italiano († 1734)
- Marie Champmeslé, attrice teatrale francese († 1698)
- Francesca Zatrillas, nobildonna spagnola († 1673)
- Gevherhan Sultan, principessa ottomana († 1694)
- Ihara Saikaku, scrittore giapponese († 1693)
- Henrik König, mercante svedese († 1720)
- Michele Arcangelo Palloni, pittore italiano († 1712)
- Domenico Antonio Parrino, editore, attore teatrale e storico italiano († 1716)
- Anaklet Reiffenstuel, teologo tedesco († 1703)
- Giovanni Battista Rogeri, liutaio italiano († 1710)
- Kōwa Seki, matematico giapponese († 1708)
- Thomas Shadwell, poeta e commediografo inglese († 1692)
- Shitao, pittore e poeta cinese († 1707)
- Marie Anne de La Trémoille, nobildonna francese († 1722)
- Giovanni Veneroni, linguista, grammatico e lessicografo francese († 1708)
- Antonino Ventimiglia, missionario italiano († 1693)
- Jan Weenix, pittore e disegnatore olandese († 1719)
- Enrico Zuccalli, architetto svizzero († 1724)